# David Crank
David Crank ist ein US-amerikanischer Szenenbildner und Artdirector. 

## Leben
David Crank wuchs in Richmond, Virginia auf. Sein Studium als Szenenbildner schloss er 1982 an der William & Mary ab. 1984 erwarb er einen Master of Fine Arts als Szenenbildner mit Schwerpunkt Theater an der Carnegie Mellon University.
Seine Karriere als Szenenbildner begann er an verschiedenen Theaterbühnen in Richmond. Seine ersten Filmengagements erhielt er als Set-Maler. Anschließend zog er von Richmond nach New York, wo er am Broadway arbeitete, bis er 1994 nach Richmond zurückkehrte. Er stieg dann zum Artdirector und Szenenbildner auf. Bekannte Engagements hatte er bei Fools Rush In – Herz über Kopf (1997), Hannibal (2001) und There Will Be Blood (2007). Es folgte ein Engagement bei der Miniserie  John Adams – Freiheit für Amerika (2008). Für die Arbeit an der Miniserie erhielt er einen Emmy sowie eine Auszeichnung der Art Directors Guild. 2012 erhielt er außerdem einen Satellite Award für den Film Lincoln. Nominiert war er außerdem noch für The Master. Bekannt wurde außerdem sein Szenenbild für den Film Knives Out – Mord ist Familiensache.
Für die Oscarverleihung 2021 ist er zusammen mit Elizabeth Keenan für den Film Neues aus der Welt für einen Oscar für das beste Szenenbild nominiert.